# Roos
Roos es un pueblo y parroquia en Yorkshire del Este (norte de Inglaterra). Está situado 19 km al este del centro de la ciudad de Kingston upon Hull y 6 km al noroeste de Withernsea por la carretera B1242. La parroquia civil está formada por los pueblos de Roos y Tunstall, así como las aldeas de Hilston y Owstwick. En el censo de 2001, la parroquia de Roos tenía una población de 1.113 habitantes.

## Elementos relevantes

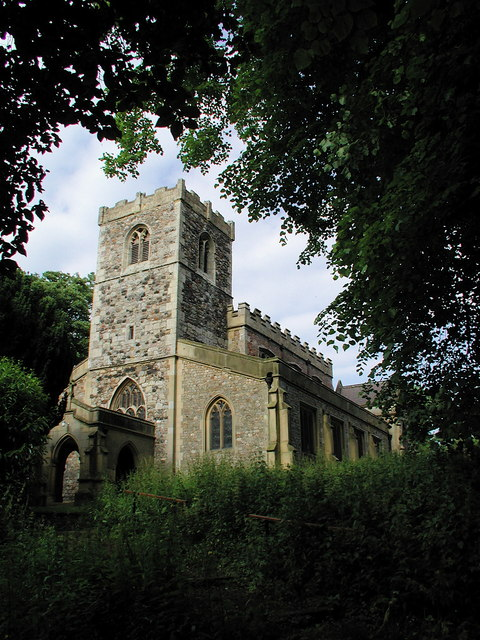
Iglesia de Todos los Santos en Roos.

El meridiano de Greenwich cruza la costa al este de Roos. La iglesia parroquial anglicana de Todos los Santos en Roos está catalogada en grado I. Roos mantiene dos pubs: el Roos Arms y el Black Horse. El Roos Arms es más conocido y porta el escudo de armas del pueblo.

## Residentes célebres
Entre las personas famosas que han residido en Roos se puede mencionar al escritor J. R. R. Tolkien, que estuvo allí un tiempo al mando de un puesto de la Guarnición del Humber en 1917, y a su esposa Edith. Cuando la joven pareja paseaba por un bosque de la localidad, Edith se puso a bailar en un claro entre flores:

Nos adentramos en un bosque en el que crecía la cicuta, un mar de flores blancas.
— J. R. R. Tolkien, citado en Garth, 2003.

Este incidente, fugaz e intrascendente, devino sin embargo en trascendental para el desarrollo de la obra de Tolkien, pues inspiró el relato del encuentro entre Beren y Lúthien, uno de los centrales del legendarium.
También se puede mencionar a Ken Wagstaff, una leyenda del Hull City, que se aposentó en la localidad haciéndose cargo del mencionado pub Roos Arms.